# マピ
マピ（Mapi）は、スペインのテレビ番組。スペイン放送協会で放映されている。

## 特色
- スペインで放映中の「チコちゃんに叱られる!」[1]をローカライズしたもので、主人公のマピは6歳という設定。
- 月曜日から木曜日の午後9時50分に放映中。
- ジャンドロもMCとして活躍。